# ورزشگاه برایان فیلیپی
ورزشگاه برایان فیلیپی (به لاتین: Brian Filipi Stadium) یک ورزشگاه در آلبانی است که در لژه واقع شده‌است.